# Дервиз, Владимир Дмитриевич
Владимир Дмитриевич Дервиз (1859—1937) — русский художник, земский деятель, музейный работник.

## Биография
Происходил из русского дворянского рода Дервиз. Родился 9 (21) мая 1859 года в семье Д. Г. Дервиза.

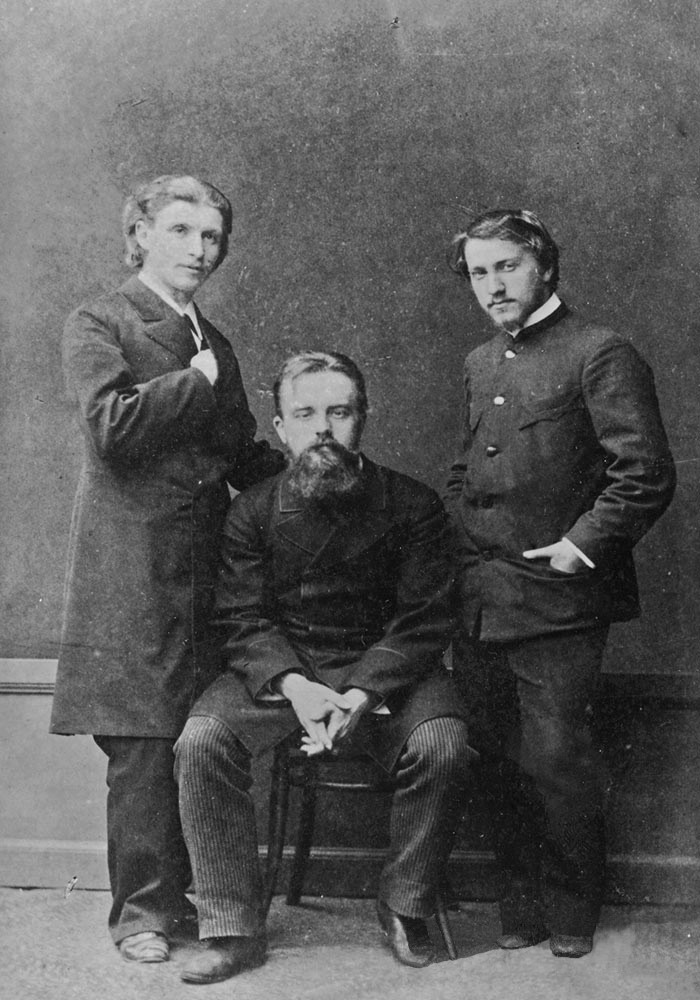
М. Врубель, В. Д. Дервиз, В. Серов. 1883-1884 гг.

Окончил Императорское училище правоведения, затем 5 лет учился в Академии художеств, где подружился с М. А. Врубелем и В. А. Серовым. В 1886 году женился на двоюродной сестре Серова, Надежде Яковлевне Симонович. Преподавал в школе, созданной матерью его жены, Аделаидой Семеновной. Долгие годы они жили в Тверской губернии, в имении Домотканово, куда в гости к ним приезжали многие известные художники.
В. Д. Дервиз принимал активное участие в земской деятельности, занимая разнообразные выборные должности: был тверским уездным гласным и членом училищного совета. В 1897—1900 годах Дервиз был в Твери председателем уездной, в 1901—1906 годах — губернской земской управы. Был членом «Союза освобождения»; участвовал в работе его III съезда, который проходил 23-25 августа 1905 года на частных квартирах в Москве. В 1903 году подготовил записку о необходимости улучшения быта сельского населения и изменения условий сельскохозяйственного труда, вызвавшую резко негативную реакцию в Министерстве внутренних дел.

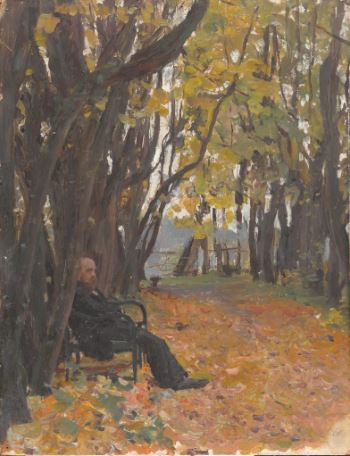
В. Д. Дервиз на этюде работы Серова

В 1919 году он переехал в Сергиев, где жила семья его дочери Марии Фаворской; преподавал рисование в Сергиевском Педагогическом техникуме. По рекомендации И. Э. Грабаря с 5 ноября 1920 года В. Д. Дервиз приступил к работе в Комиссии по охране памятников искусства и старины Троице-Сергиевой Лавры; 10 марта 1921 года его назначили заведующим Выставочным отделом и музейным запасом, а с весны 1922 по осень 1924 года он исполнял обязанности председателя Комиссии. Затем работал заместителем заведующего, одновременно исполняя роль хранителя. Заведующий музеем А. Н. Свирин писал: 

Глубокая культура, широкое образование, природная художественная одаренность и большой такт, которыми обладал Владимир Дмитриевич, были чрезвычайно ценными качествами для деятельности в таком музее, если учесть общую обстановку, в которой протекала работа.
Главной его задачей было сохранить ризницу Лавры, что стало особенно актуальным в связи с составлением описей на передачу ценных вещей для помощи голодающим Поволжья. В 1922 году ему удалось отстоять должность эксперта по древнерусскому искусству для Ю. А. Олсуфьева.
Дервиз владел французским и английским языками, поэтому он сам проводил экскурсии для приезжавших в музей иностранцев. 
В 1927 году начались нападки в печати на сотрудников музея. Музейный отдел Главнауки пытался какое-то время отстоять Дервиза и Свирина. В мае 1928 года в Сергиеве были проведены массовые аресты, в том числе монахов, работавших в музее. Музей на несколько месяцев был закрыт; Дервиз и директор Свирин были уволены, но не арестованы.
После увольнения из музея В. Д. Дервиз жил в Москве. Умер 13 апреля 1937 года и был похоронен на Введенском кладбище (уч. 5).

## Художественные работы

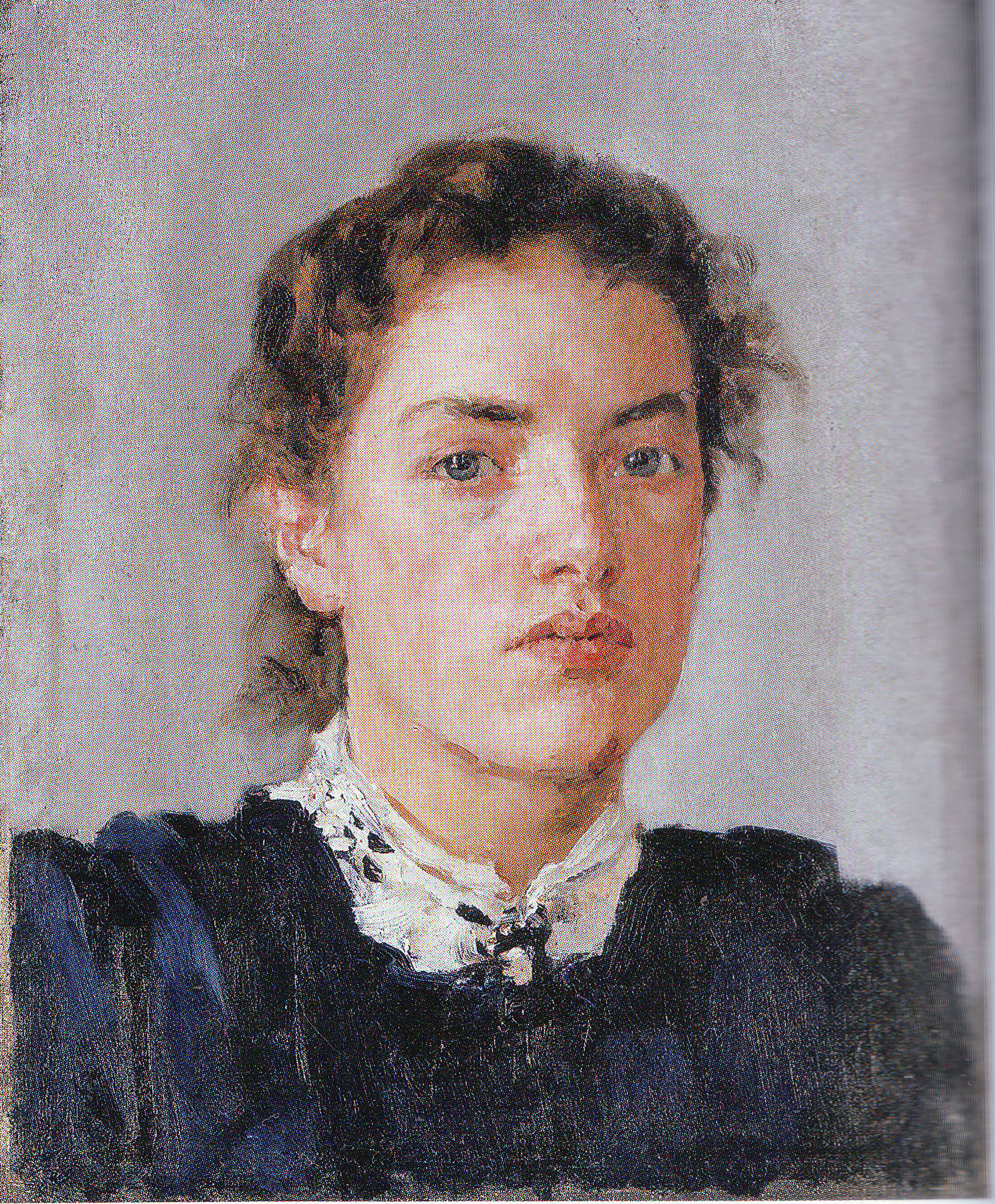
Жена, Надежда Яковлевна — на портрете Серова, 1888

Акварели:
- «Банька в лесу» (1881)
- «Девушка под деревом» (1884)
- «Финляндия. Озеро Юстила» (1889)
- «Шамони в Савойе» (1900)
- «Орлиная скала. Крым» (1923)

## Семья
Жена — Надежда Яковлевна Симонович (1866—1907), дочь детского врача Якова Мироновича Симоновича и педагога Аделаиды Семёновны Симонович (урождённой Бергман), которые стояли у истоков дошкольного образования в России; двоюродная сестра художника Валентина Серова.
Дети:
- Мария (1887—1959) — художница, вышла замуж за В. А. Фаворского.
- Елена (1889—1975) — пианистка.
- Дмитрий (1893—1919) — учёный-археолог; похоронен на Новодевичьем кладбище в Москве (4-й уч.)